# Ближний Катручей
Ближний Катручей — ручей в России, протекает по территории Андомского сельского поселения Вытегорского района Вологодской области. Длина ручья — 14 км.

## Физико-географическая характеристика
Ручей берёт начало из Катозера на высоте 178,4 м над уровнем моря и далее течёт преимущественно в северо-западном направлении.
Ручей в общей сложности имеет три малых притока суммарной длиной 8,0 км.
Устье ручья находится на высоте ниже 72 м над уровнем моря в 10 км по левому берегу реки Лемы, притока реки Мегры, впадающей в Онежское озеро.
Населённые пункты на ручье отсутствуют.
Код объекта в государственном водном реестре — 01040100612202000017854.